# Timonius flavescens
Timonius flavescens är en måreväxtart som först beskrevs av Nikolaus Joseph von Jacquin, och fick sitt nu gällande namn av John Gilbert Baker. Timonius flavescens ingår i släktet Timonius och familjen måreväxter. IUCN kategoriserar arten globalt som akut hotad. Inga underarter finns listade i Catalogue of Life.